# Nowosiółki (sielsowiet Nowy Dwór)
Nowosiółki (biał. Навасёлкі; ros. Новосёлки) – wieś na Białorusi, w obwodzie grodzieńskim, w rejonie świsłockim, w sielsowiecie Nowy Dwór, na terenie Parku Narodowego „Puszcza Białowieska”.
W dwudziestoleciu międzywojennym leżały w Polsce, w województwie białostockim, w powiecie wołkowyskim, w gminie Porozów.
Znajduje się tu rzymskokatolicka kaplica pw. NMP Matki Miłosierdzia, zbudowana w 1992 i konsekrowana w 1998. Należy ona do parafii św. Michała Archanioła w Porozowie.